# سياه رودبار (زرين غل)
سیاه رودبار (بالفارسية: سیاه‌رودبار) هي قرية تقع في إيران في قسم زرین غل الریفي. يقدر عدد سكانها بـ 295 نسمة بحسب إحصاء 2016.